# Шершень-L
«Шершень-L'» — облегченная версия противотанкового ракетного комплекса «Шершень». Предназначен для уничтожения стационарных и движущихся бронированных целей с комбинированной, разнесенной или монолитной броней, включая динамическую защиту, а также малоразмерных целей типа ДОТ, «танк в окопе», легкобронированных объектов и вертолетов.
Изначально ПТРК «Шершень-L» был разработан для пуска и наведения ракеты на цель без опоры для пусковой установки (с плеча оператора). Однако анализ результатов стрельбовых испытаний комплекса «Шершень-L» и практики боевого применения подобных легких ПТРК показал, что пусковая установка с опорой обеспечивает более высокую точность стрельбы. В связи с этим новая версия «Шершень-L» была разработана в составе с трехточечной опорой для пусковой установки и малогабаритным пультом для дистанционного управления ракетой, что гарантирует безопасность для оператора.
«Шершень-L» может быть также установлен на различные типы мобильных платформ, таких как бронированные машины, джипы, багги, легкие суда и пр.

## Технические характеристики «Шершень-L»
| Максимальная дальность стрельбы               | 2500м                                                                       |
| Время полета ракеты на максимальную дальность | 12с                                                                         |
| Боевая часть                                  | тандемная кумулятивная, осколочно-фугасная, (термобарическая в перспективе) |
| Бронепробитие за ДЗ (угол встречи 60°)        | не менее 550 мм                                                             |
| Система наведения                             | по лазерному лучу, полуавтоматическая                                       |
| Система обзора и поиска целей                 | по ТВ каналу                                                                |
| Вес                                           |                                                                             |
| - пусковой установки                          | 14.2 кг                                                                     |
| - прибора наведения                           | 5.8 кг                                                                      |
| - ракеты                                      | 11.8 кг                                                                     |
| - транспортно-пускового контейнера            | 3.6 кг                                                                      |
| - боевой части                                | 3.6 кг                                                                      |
| Размеры                                       |                                                                             |
| - калибр ракеты                               | 107 мм                                                                      |
| - длина транспортно-пускового контейнера      | 1180 мм                                                                     |
| - внешний диаметр контейнера                  | 113 мм                                                                      |
| Диапазон боевого применения                   | -30...+60 C°                                                                |